# Nguyễn Quốc Việt
Nguyễn Quốc Việt (sinh ngày 4 tháng 5 năm 2003) là một cầu thủ bóng đá người Việt Nam đang thi đấu ở vị trí tiền đạo cắm cho Phù Đổng Ninh Bình và đội tuyển U-23 Việt Nam cũng như đội tuyển quốc gia Việt Nam.

## Sự nghiệp ban đầu
Sinh ra ở Hải Phòng, Quốc Việt bắt đầu sự nghiệp cầu thủ trẻ tại Hải Dương, chơi cho đội bóng đá của Trường Trung học cơ sở Trần Hưng Đạo. Năm 2016, đội đã chiến thắng Cúp U-13 học đường tổ chức tại Đắk Lắk. Sau trận chung kết, anh được huấn luyện viên Guillaume Graechen chiêu mộ và được tuyển thẳng vào Học viện Bóng đá Hoàng Anh Gia Lai - Arsenal JMG.
Với Hoàng Anh Gia Lai, Quốc Việt giành ngôi Á quân tại Giải bóng đá Vô địch U-19 Quốc gia trong 2 năm: 2019 và 2020. Anh giành giải thưởng vua phá lưới trong cả 2 giải đấu khi ghi lần lượt 2 và 3 bàn xuyên suốt vòng chung kết của giải đấu. Năm 2020, anh gia nhập Học viện Bóng đá NutiFood-JMG, một câu lạc bộ đối tác của Hoàng Anh Gia Lai và thi đấu với đội U-17 tại Giải bóng đá U-17 quốc gia. Quốc Việt giành giải thưởng chiếc giày vàng khi ghi 9 bàn thắng trong suốt giải đấu, và lãnh đạo đội bóng lọt vào chung kết, nơi mà họ bị đánh bại bởi U-17 Sông Lam Nghệ An.
Vào tuổi 18, Quốc Việt tham dự Giải bóng đá U-21 quốc gia 2021. Anh tiếp tục trở thành vua phá lưới của giải đấu với 4 bàn thắng, kể cả bàn thắng duy nhất giúp Nutifood đánh bại U-21 Hà Nội 1–0 trong trận chung kết.

## Sự nghiệp câu lạc bộ
Tháng 8 năm 2021, Quốc Việt được mượn bởi PVF, đội chơi ở Giải bóng đá Hạng Nhì Quốc gia. Tuy nhiên, mùa giải 2021 đã bị hủy bởi Liên đoàn bóng đá Việt Nam do sự ảnh hưởng của đại dịch COVID-19. Hợp đồng được gia hạn đến mùa giải 2022, Quốc Việt có lần đầu ra sân cho PVF trong trận đấu với Trẻ SHB Đà Nẵng. Kết thúc giải đấu, PVF chỉ đứng thứ 7 trong 8 đội tại bảng của họ, chỉ ghi được tất cả 8 bàn.
Tháng 6 năm 2022, huấn luyện viên của Hoàng Anh Gia Lai là Kiatisuk Senamuang bày tỏ ước muốn bổ sung Quốc Việt vào đội. Nhưng cầu thủ này trước đó đã chơi cho hai câu lạc bộ là Nutifood và PVF vào đầu mùa giải, nên việc chuyển nhượng là không thể vào lúc này vì luật của FIFA cấm một cầu thủ chơi cho hơn 2 câu lạc bộ trong cùng một mùa giải. Quốc Việt ở lại Nutifood cho đến cuối mùa giải và thi đấu ở Giải bóng đá Hạng Ba Quốc gia 2022.
Vào ngày 6 tháng 12 năm 2022, Quốc Việt đã được xác nhận sẽ thi đấu cho Hoàng Anh Gia Lai từ mùa giải 2023. Ngày 5 tháng 4 năm 2023, anh ghi bàn thắng chuyên nghiệp đầu tiên cho Hoàng Anh Gia Lai trong trận thắng 4–1 trước Viettel tại V.League 1.
Tại mùa giải V.League 2024 - 2025 , Quốc Việt được CLB Hoàng Anh Gia Lai chuyển nhượng cho CLB Phù Đổng Ninh Bình. Quốc Việt thi đấu cho CLB Phù Đổng Ninh Bình dưới dạng cho mượn.

#### Biệt danh
- Vua Giải Trẻ

## Sự nghiệp quốc tế

Quốc Việt ăn mừng bàn thắng trong trận đấu với U-21 Trung Quốc năm 2024.

Tháng 1 năm 2022, Quốc Việt lần đầu được triệu tập vào đội hình đội tuyển U-23 Việt Nam tham dự Giải vô địch bóng đá U-23 Đông Nam Á 2022 tại Campuchia. Quốc Việt góp mặt trong chiến thắng của đội tuyển Việt Nam trước U-23 Thái Lan và U-23 Singapore tại vòng bảng trước khi bị loại khỏi đội hình trong phần còn lại của giải đấu vì đã có kết quả xét nghiệm dương tính với Covid-19. U-23 Việt Nam sau đó đã lên ngôi vô địch khi đánh bại U-23 Thái Lan trong trận chung kết.
Quốc Việt tham dự Giải vô địch bóng đá U-19 Đông Nam Á 2022. Anh ghi 4 bàn tại vòng bảng, giúp U-19 Việt Nam hoàn tất với vị trí nhất bảng. Trong trận bán kết, anh và đội bóng đã để thua U-19 Malaysia. Quốc Việt ghi bàn thắng gỡ hòa trong trận tranh hạng ba với U-19 Thái Lan, kéo trận đấu vào loạt sút luân lưu, sau đó U-19 Việt Nam đã chiến thắng với tỷ số 5–3 và đoạt được huy chương đồng. Với 5 bàn thắng được ghi, Quốc Việt nhận được danh hiệu vua phá lưới của giải đấu.
Tại Cúp bóng đá U-20 châu Á 2023, Quốc Việt ghi hai bàn tại vòng bảng cho Việt Nam trong chiến thắng trước Úc và Qatar. Mặc dù thắng hai trên ba trận vòng bảng, Việt Nam vẫn không thể lọt vào tứ kết.
Quốc Việt đã được huấn luyện viên Philippe Troussier điền tên vào đội hình U-22 Việt Nam tham dự Đại hội Thể thao Đông Nam Á 2023. Anh ghi được một bàn thắng trong suốt giải đấu và giành được huy chương đồng với đội tuyển U-22 Việt Nam.

## Phong cách thi đấu
Quốc Việt sở hữu nhiều kỹ năng của một cầu thủ hiện đại với một tốc độ tốt, kỹ thuật, vị trí và kỹ năng sử dụng chân cũng như đầu. Anh có biệt danh là "Vua giải trẻ" bởi truyền thông Việt Nam với hàng loạt danh hiệu cá nhân và đồng đội mà anh giành được ở các giải trẻ. Phong cách thi đấu của anh khá giống với Anderson Talisca.

## Thống kê sự nghiệp

### Câu lạc bộ
Tính đến ngày 5 tháng 8 năm 2023
| Câu lạc bộ        | Mùa giải       | Giải đấu       | Giải đấu | Giải đấu | Cúp quốc gia | Cúp quốc gia | Châu lục | Châu lục | Khác | Khác | Tổng cộng | Tổng cộng |
| Câu lạc bộ        | Mùa giải       | Hạng           | Trận     | Bàn      | Trận         | Bàn          | Trận     | Bàn      | Trận | Bàn  | Trận      | Bàn       |
| ----------------- | -------------- | -------------- | -------- | -------- | ------------ | ------------ | -------- | -------- | ---- | ---- | --------- | --------- |
| Hoàng Anh Gia Lai | 2023           | V.League 1     | 13       | 1        | 2            | 1            | —        | —        | —    | —    | 15        | 2         |
| Tổng sự nghiệp    | Tổng sự nghiệp | Tổng sự nghiệp | 15       | 2        | 0            | 0            | 0        | 0        | 0    | 0    | 15        | 2         |

### Bàn thắng quốc tế

#### U-23 Việt Nam
| #  | Ngày                | Địa điểm                                                        | Đối thủ  | Tỷ số | Kết quả | Giải đấu                                  |
| -- | ------------------- | --------------------------------------------------------------- | -------- | ----- | ------- | ----------------------------------------- |
| 1. | 24 tháng 8 năm 2023 | Sân vận động tỉnh Rayong, Rayong, Thái Lan                      | Malaysia | 2–0   | 4–1     | Giải vô địch bóng đá U-23 Đông Nam Á 2023 |
| 2. | 19 tháng 9 năm 2023 | Sân vận động Trung tâm Thể thao Lâm Bình, Hàng Châu, Trung Quốc | Mông Cổ  | 1–0   | 4–2     | Đại hội Thể thao châu Á 2022              |
| 3. | 19 tháng 9 năm 2023 | Sân vận động Trung tâm Thể thao Lâm Bình, Hàng Châu, Trung Quốc | Mông Cổ  | 2–0   | 4–2     | Đại hội Thể thao châu Á 2022              |

#### U-22 Việt Nam
| #  | Ngày                | Địa điểm                                   | Đối thủ | Tỷ số | Kết quả | Giải đấu                         |
| -- | ------------------- | ------------------------------------------ | ------- | ----- | ------- | -------------------------------- |
| 1. | 30 tháng 4 năm 2023 | Sân vận động Prince, Phnôm Pênh, Campuchia | Lào     | 2–0   | 2–0     | Đại hội Thể thao Đông Nam Á 2023 |

#### U-19/U-20 Việt Nam
| #  | Ngày                | Địa điểm                                            | Đối thủ     | Tỷ số | Kết quả | Giải đấu                                  |
| -- | ------------------- | --------------------------------------------------- | ----------- | ----- | ------- | ----------------------------------------- |
| 1. | 4 tháng 7 năm 2022  | Sân vận động GBK Madya, Jakarta, Indonesia          | Philippines | 1–1   | 4–1     | Giải vô địch bóng đá U-19 Đông Nam Á 2022 |
| 2. | 4 tháng 7 năm 2022  | Sân vận động GBK Madya, Jakarta, Indonesia          | Philippines | 2–1   | 4–1     | Giải vô địch bóng đá U-19 Đông Nam Á 2022 |
| 3. | 8 tháng 7 năm 2022  | Sân vận động GBK Madya, Jakarta, Indonesia          | Myanmar     | 1–0   | 3–1     | Giải vô địch bóng đá U-19 Đông Nam Á 2022 |
| 4. | 8 tháng 7 năm 2022  | Sân vận động GBK Madya, Jakarta, Indonesia          | Myanmar     | 3–0   | 3–1     | Giải vô địch bóng đá U-19 Đông Nam Á 2022 |
| 5. | 15 tháng 7 năm 2022 | Sân vận động Patriot Candrabhaga, Bekasi, Indonesia | Thái Lan    | 1–1   | 1–1     | Giải vô địch bóng đá U-19 Đông Nam Á 2022 |
| 6. | 14 tháng 9 năm 2022 | Sân vận động Gelora Bung Tomo, Surabaya, Indonesia  | Hồng Kông   | 2–0   | 5–1     | Vòng loại Cúp bóng đá U-20 châu Á 2023    |
| 7. | 1 tháng 3 năm 2023  | Sân vận động Istiqlol, Fergana, Uzbekistan          | Úc          | 1–0   | 1–0     | Cúp bóng đá U-20 châu Á 2023              |
| 8. | 4 tháng 3 năm 2023  | Sân vận động Istiqlol, Fergana, Uzbekistan          | Qatar       | 1–0   | 2–1     | Cúp bóng đá U-20 châu Á 2023              |

## Danh hiệu

### Câu lạc bộ
Học viện Bóng đá NutiFood-JMG
- Giải bóng đá U-21 quốc gia:
  -  Vô địch: 2021

Phù Đổng Ninh Bình
- V.League 2:
  -  Vô địch: 2024–25

### Đội tuyển quốc gia
U-23 Việt Nam
- Giải vô địch bóng đá U-23 Đông Nam Á
  -  Vô địch: 2022, 2023, 2025

U-22 Việt Nam
- Đại hội Thể thao Đông Nam Á
  -  Huy chương đồng: 2023

U-19 Việt Nam
- Giải vô địch bóng đá U-19 Đông Nam Á
  -  Hạng ba: 2022
- Giải bóng đá U-19 Quốc tế Báo Thanh niên
  -  Vô địch: 2022

### Cá nhân
- Vua phá lưới Giải bóng đá Vô địch U-19 Quốc gia: 2019, 2020, 2021
- Vua phá lưới Giải bóng đá U-17 quốc gia: 2020
- Cầu thủ xuất sắc nhất Giải bóng đá U-17 quốc gia: 2020
- Cầu thủ xuất sắc nhất Giải bóng đá U-21 quốc gia: 2021
- Vua phá lưới Giải bóng đá U-21 quốc gia: 2021
- Vua phá lưới Giải vô địch bóng đá U-19 Đông Nam Á: 2022